# Krzysztof Włodarczyk
Krzysztof Włodarczyk (* 19. September 1981 in Warschau) ist ein polnischer Profiboxer sowie ehemaliger IBF- und WBC-Weltmeister im Cruisergewicht.

## Amateur
Włodarczyk hatte nur eine relativ kurze Amateurkarriere. Er boxte für den Club Gwardia Warszawa, wurde 1998 und 1999 Polnischer Juniorenmeister im Schwergewicht, sowie im Jahr 2000 Polnischer Vizemeister im Schwergewicht, nach einer Finalniederlage gegen Wojciech Bartnik. 1999 und 2000 gewann er zudem jeweils die Polnischen U20-Meisterschaften. 1997 gewann er eine Bronzemedaille bei der Kadetten-Europameisterschaft in Bitola und war Achtelfinalist der Junioren-Europameisterschaft 1999 in Rijeka.

## Profikarriere
Włodarczyk gewann sein Profidebüt im Juni 2000 und gewann 20 Kämpfe in Folge, davon 16 vorzeitig. Dabei besiegte er im Dezember 2001 den ebenfalls ungeschlagenen Vincenzo Rossitto (Kampfbilanz: 20-0) durch TKO in der zehnten Runde und wurde dadurch IBF-Intercontinental-Champion im Cruisergewicht. Er verteidigte den Titel durch KO in der sechsten Runde gegen Badara M’baye (11-5) und durch TKO in der zwölften Runde gegen Ismaïl Abdoul (18-1), zudem wurde er im September 2002 mit einem TKO-Sieg in der fünften Runde gegen Siarhei Krupenich auch Internationaler Polnischer Meister im Cruisergewicht.
Am 26. April 2003 verlor er in Schwerin durch eine Technische Entscheidung gegen Pavel Melkomian (13-0); aufgrund einer Cutverletzung über dem rechten Auge von Melkomian wurde der Kampf nach Rücksprache mit dem Ringarzt nach der vierten Runde abgebrochen und es kam zur Auswertung der Punktezettel, auf denen Melkomian zu diesem Zeitpunkt in Führung lag.
In den folgenden 17 Kämpfen ging er wieder als Sieger hervor, wobei er im Juni 2003 die Internationale Polnische Meisterschaft einstimmig gegen Roberto Coelho (32-10) verteidigte und am 13. Dezember 2003 durch einen Punktsieg per geteilter Entscheidung gegen Sergei Karanjewitsch (17-8), im Alter von 22 Jahren, noch den Jugendweltmeistertitel der WBC im Cruisergewicht erkämpfte. Im März 2004 verteidigte er den Polnischen Titel durch TKO in der ersten Runde gegen Raymond Ochieng (3-1) und den WBC-Jugendtitel im September 2004 einstimmig nach Punkten gegen Joseph Marwa (16-3). Am 16. April 2005 schlug er Rüdiger May (40-3) beim Kampf um den EU-Titel der EBU im Cruisergewicht durch KO in der zehnten Runde und konnte den WBC-Jugendtitel im Juni 2005 durch TKO in der dritten Runde gegen John Keeton (25-11) verteidigen. Ein weiterer bedeutender Sieg gelang ihm am 25. März 2006 einstimmig gegen Imamu Mayfield (25-6), ein ehemaliger IBF-Weltmeister im Cruisergewicht.
Am 25. November 2006 boxte er selbst um den vakanten IBF-Weltmeistertitel im Cruisergewicht und siegte dabei in Warschau durch geteilte Entscheidung nach Punkten gegen Steve Cunningham (19-0), verlor den Gürtel jedoch im direkten Rückkampf am 26. Mai 2007 in Katowice durch Mehrheitsentscheidung nach Punkten. Nach vier vorzeitigen Siegen konnte er am 16. Mai 2009 in Rom um den WBC-Weltmeistertitel im Cruisergewicht boxen und erzielte dabei ein Unentschieden gegen den Titelträger Giacobbe Fragomeni (26-1), wodurch dieser den Gürtel behielt. Den Rückkampf am 15. Mai 2010 in Łódź gewann er dann durch TKO in der achten Runde und wurde dadurch neuer WBC-Weltmeister im Cruisergewicht.
Den Titel verteidigte er im Anschluss gegen Jason Robinson (19-5), Francisco Palacios (20-0), Danny Green (31-4), Francisco Palacios (21-1), Rachim Tschachkijew (16-0) und Giacobbe Fragomeni (31-1), ehe er in seiner siebenten Titelverteidigung am 27. September 2014 in Moskau nach Punkten gegen Grigori Drosd (38-1) unterlag.
Durch vier folgende Siege, darunter gegen Leon Harth (14-1) und Noel Gevor (22-0), qualifizierte er sich erneut für einen IBF-Weltmeisterschaftskampf im Cruisergewicht. Diesen verlor er am 21. Oktober 2017 in Newark (New Jersey) durch KO in der dritten Runde gegen Murat Gassijew (24-0). Seit diesem Duell blieb er wieder in 13 Kämpfen unbesiegt.